# Faustrecht – Terror in der Highschool
Faustrecht – Terror in der Highschool (Original: Three O’Clock High) ist eine US-amerikanische Filmkomödie von Phil Joanou aus dem Jahr 1987.

## Handlung
Jerry Mitchell ist ein etwas tollpatschiger, verträumter, aber dennoch stets ehrlicher und strebsamer Highschool-Schüler. Buddy Revell hingegen ist für seine enorme Aggressivität legendär. Noch bevor er an Jerrys Schule kommt, ranken sich schon Geschichten und Legenden um ihn, wie aggressiv er ist und dass er erst aus dem Gefängnis entlassen und jetzt im offenen Vollzug sei. Und damit er sich an seiner neuen Schule gut aufgenommen fühlen soll, wird Jerry beauftragt, einen Begrüßungsartikel über ihn zu schreiben. Doch schon bei seiner ersten Begegnung mit ihm, auf der Männertoilette, macht er den großen Fehler, Buddy zu berühren. Buddy mag nur keine Berührungen. Er hasst sie regelrecht, sodass er Jerry verspricht, ihn nach der Schule, um drei Uhr nachmittags, zusammenzuschlagen.
Nachdem sich diese Ankündigung schnell herumspricht, erhält Jerry einige Tipps, wie er sich zu verhalten hätte und wie man Buddy loswerden könnte. So knackt Jerrys bester Freund Vince Buddys Schrank, um ihm mit einigen verbotenen Gegenständen der Schule verweisen zu lassen. Franny, Jerrys vermeintliche Freundin, bietet ihm an, sich mit ihr verbinden zu lassen, damit ihr Schutzengel auch ihn beschützen könne. Aber Jerry nimmt den Rat seiner Schwester Brei an, die meint, dass er einfach schwänzen müsse. Beim anschließenden Versuch das Gelände zu verlassen, wird er allerdings von Duke Herman aufgegriffen, sodass Jerry auf dem Schulgelände bleiben muss.
Nachdem Jerry erfährt, dass alle Wetten gegen ihn stehen, kommt er auf die Idee, doch jemand anderes für ihn kämpfen zu lassen, sodass er den Sportler Craig darum bittet. Dieser nimmt, für eine Gebühr von 450 US-Dollar an, und versucht Buddy in der Schulbibliothek zu verprügeln. Buddy hingegen lächelt nur müde und schlägt wiederum Craig zusammen. Jerry, der das alles beobachtet hat, fürchtet nicht nur umso mehr seine eigene Prügel, er findet auch den Mut, sich im Unterricht derart danebenzubenehmen, dass er hofft, dafür nachsitzen zu müssen. Er hält vor der versammelten Klasse und seiner Lehrerin ein so intensives Referat über Liebe und Ehre, dass er sie im Endeffekt küsst und in Ohnmacht fällt. Als er später erwacht, hat er statt des erhofften Nachsitzens lediglich die Telefonnummer seiner Lehrerin erhalten.
Nachdem nun all die Fluchtversuche und Aggressionen gegen Buddy nichts geholfen haben, versucht es Jerry schließlich auf die freundliche Tour. Als er im Matheunterricht neben Buddy seinen Platz findet, lässt er ihn von seinem Mathetest abschreiben. Doch wegen Betruges werden beide zum Direktor vorgeladen, wo sich herausstellt, dass Buddy Jerrys Hilfe gar nicht nötig hatte. Jerry ist überrascht und bittet erneut darum, dass eine Prügelei nicht nötig sei und sie sich doch vertragen, wenn nicht gar Freunde werden, könnten. Buddy lehnt dies ab und Jerry bietet ihm im Gegenzug an, für 350 US-Dollar die ganze Sache zu vergessen. Zwar nimmt Buddy das Geld an und verzichtet auf den anstehenden Kampf, aber gleichzeitig drückt er auch seine ganze Verachtung gegenüber Jerry und seiner Feigheit aus. Aber genau das kann Jerry nicht auf sich sitzen lassen, sodass er verlangt, dass der Kampf pünktlich stattfinden soll.
Die ganze Schule, inklusive mehrerer Lehrer versammelt sich pünktlich, um dem Kampf beizuwohnen. Und es sieht anfangs auch so aus, als würde sich der Favorit, Buddy Revell, schnell gegen sein Opfer durchsetzen. Doch Jerry sammelt sich nach mehreren harten Schlägen, fasst sich ein Herz und prügelt nicht nur auf Buddy ein, er schlägt ihn auch in die Flucht. Anschließend erhält er von all seinen Mitschülern und, überraschenderweise, auch von Buddy Respektsbekundungen für seinen Mut sich der Gefahr gestellt zu haben.

## Kritik
Der Film erhielt gemischte Kritiken. So zählte die Internetseite Rotten Tomatoes von 8 gewerteten professionellen Kritiken 5 positive, was einem Wert von 63 % entspricht. Auch vom breiten Publikum wurde der Film mit überdurchschnittlichen Reaktionen aufgenommen, denn gleichzeitig werteten 70 % von 5587 Usern den Film positiv. Dies wiederum wird vom Onlinefilmarchiv IMDb, einer weiteren Plattform, auf der normale User ihre Filmkritiken abgeben können, bestätigt, denn dort gab das Publikum dem Film überdurchschnittliche 7,1 von 10 möglichen Punkten.

„[…] ist so gut, wie man einen Film über einen Schulhofshowdown erwarten kann. Er ist sogar besser als das, und genau das ist auch sein Problem.[…] Der Regisseur, Phil Joanou, hat aus jeder Szene ein bedeutungsschweres Wunderwerk werden lassen.“

„Ich war nie daran interessiert in einem Kampf mit dem härtesten Jungen in der Highschool zu geraten. Und jetzt, wo ich nicht mehr in der High School bin, bin ich noch weniger an einem Film über das Thema interessiert, vor allem wenn es ein schlechter ist. […] Es gibt eine Million Möglichkeiten, um dem Kampf aus dem Weg zu gehen, aber nicht im Hollywood von Rambo. […] Die Handlung des Films ist ziemlich dumm, aber das auch nur, weil die Filmemacher auf den bevorstehenden Kampf zählen, um die Spannung zu erhöhen.“

„Naives Märchen um die fragwürdige Botschaft, daß Gewalt nur mit Gewalt zu besiegen sei. Formal eine ebenso eigensinnige wie reizvolle Mischung aus Highschool-Klamotte, Actionfilm und Zwölf Uhr mittags"-Motiven, die der talentierte Regisseur als ‚Spielwiese‘ für kameratechnisch wie ästhetisch ausgefeilte Ideen nutzt; insofern eine durchaus bemerkenswerte Fingerübung in Sachen Kino und filmischem Erzählen.“

## Hintergrund
In der Originalversion fragt Jerry seine Lehrerin Miss Farmer, was ihr Lieblingsbuch sei. Sie antwortet daraufhin The Turn of the Screw. In dem Buch küsst ein Schüler seine Lehrerin.
Steven Spielberg, der als Ausführender Produzent arbeitete, aber sich später nicht nennen lassen wollte, dachte, dass Joanou einen Teenie-Film wie Karate Kid drehen würde und fragte sich verwundert, als er den Film zum ersten Mal sah, was denn aus Karate Kid geworden sei, denn er habe einen Scorsese-Film gemacht (what happened to Karate Kid? You made a Scorsese Film!).
Die Handlung von Faustrecht – Terror in der Highschool diente der Folge Busenfeinde (Breast Cancer Show Ever, 9. Folge der 12. Staffel) aus der Zeichentrickserie South Park als Vorlage. Auch in der Folge Bully for Steve aus der Zeichentrickserie American Dad ist der Kampf, in dem Stan gegen seinen früheren Peiniger Stelio Kontos antritt, dem Endkampf des Films angelehnt. Häufiger werden in Serien lediglich die Zeiten genannt, in denen man sich gegen seinen Peiniger stellen wird. Es ist immer drei Uhr nachmittags.

## Veröffentlichung
Nachdem der Film am 9. Oktober 1987 in den Vereinigten Staaten seinen Kinostart hatte, konnte er insgesamt 3,6 Mio. US-Dollar einspielen. In Deutschland erschien der Film im September 1988 direkt auf VHS und am 10. Juni 2010, mit einem irreführenden Cover, welches nichts mit dem Film zu tun hat, auf DVD.